# L’Avvenire d’Italia
L’Avvenire d’Italia war eine katholische Tageszeitung in Italien, die von 1896 bis 1968 erschien. Verbreitet wurde die Zeitung in weiten Teilen der Emilia-Romagna, von Venetien und der Toskana. Sitz der Redaktion war Bologna. Es wurden bis zu 17 Regionalausgaben produziert.

## Geschichte
Ab 1894 engagierten sich zwei Vertreter des Movimento cattolico in Italia, der Katholischen Bewegung Italiens, Giovanni Acquaderni aus Bologna und Giovanni Grosoli aus Ferrara, für die Gründung einer neuen katholischen Tageszeitung. Sie wollten eine Alternative zum damals dominierenden Flügel der Intransigenten schaffen, der gegen Ende des 19. Jahrhunderts die katholische Laienbewegung dominierte, genannt Opera dei Congressi. Angeführt wurde diese Gruppierung in Bologna von Marcello Venturoli, der auch das offizielle Blatt der Intransingenten, L’Unione, kontrollierte. Acquaderni und Grosoli fanden die Unterstützung des Erzbischofs von Ferrara, Egidio Mauri, des Erzbischofs von Ravenna, Sebastiano Galeati, und schließlich auch des neuen Erzbischofs von Bologna, Domenico Svampa. Der Widerstand Venturolis wurde überwunden, L’Unione eingestellt, die Journalisten übernommen und L’Avvenire d’Italia gegründet.
Die Tageszeitung entwickelte sich stetig, konnte ihre Auflage von 4.000 im Jahr 1902 auf 50.000 in den 1930er Jahren steigern. Die Jahre des Faschismus überlebte die Publikation mittels einer ausdrücklich unpolitischen Ausrichtung der Redaktion. Langjähriger Chefredakteur war Raimondo Manzini, der 1960 in selber Funktion an den Osservatore Romano im Vatikan berufen wurde. Zu den Redakteuren zählte auch der spätere Erzbischof von Chieti, Loris Francesco Capovilla.
1968 erfolgte der Zusammenschluss mit der Mailänder Tageszeitung L’Italia unter dem neuen Titel Avvenire. Sitz der neuen Zeitung ist Mailand.